# Cristina de França

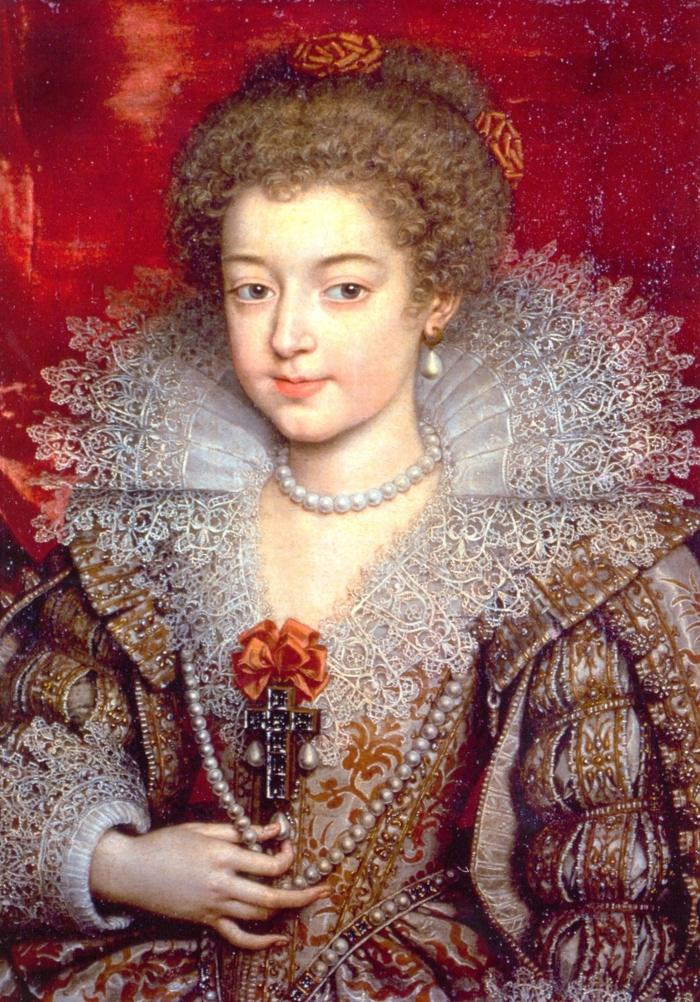
Imatge de Cristina circa 1614

Cristina de França o senzillament Cristina Maria, anomenada Madama Reale, (Christine de France; París, França 1606 - Torí, Savoia 1663) fou una princesa francesa, duquessa consort de Savoia i regent del ducat.

## Orígens familiars
Va néixer el 10 de febrer de 1606 a la ciutat de París, sent filla del rei Enric IV de França i la seva segona esposa, Maria de Mèdici. Era neta per línia paterna del duc Antoni de Borbó i la reina Joana III de Navarra, i per línia materna de Francesc I de Mèdici i Joana d'Habsburg. Fou germana de Lluís XIII de França i cunyada de Felip IV de Castella, Carles I d'Anglaterra.
Va morir a la ciutat de Torí, que en aquells moments era la capital del Ducat de Savoia, el 27 de desembre de 1663.

## Núpcies i descendents
Es va casar el 10 de febrer de 1619 al Palau del Louvre amb el futur duc Víctor Amadeu I de Savoia, fill del duc de Savoia duc Carles Manuel I de Savoia i Caterina Micaela d'Espanya. D'aquesta unió nasqueren:
- Lluís Amadeu de Savoia (1622-1628)
- Francesc Jacint de Savoia (1632-1638), duc de Savoia
- Carles Manuel II de Savoia (1634-1675), duc de Savoia, casat primer amb Francesca Magdalena d'Orleans (1648-1664), i després amb Maria Joana de Savoia-Nemours (1644-1724).
- Lluísa Cristina de Savoia (1629-1692), casada el 1642 amb el seu oncle Maurici de Savoia.
- Margarida Violant de Savoia (1635-1663), casada el 1660 amb Ranuccio II de Parma.
- Enriqueta Adelaida de Savoia (1636-1676), casada el 1652 amb Ferran I Maria de Baviera.
- Caterina Beatriu de Savoia (1636-1637).

## Regència
A la mort del seu espòs, ocorreguda el 7 d'octubre de 1637, el seu fill Francesc Jacint fou nomenat duc de Savoia amb tan sols 5 anys. Gràcies al suport del seu germà Lluís XIII aconseguí la regència del Ducat, càrrec que exercí fins a la seva mort.